# Friedrich Christian Cregut
Friedrich Christian Cregut (* 13. Februar 1675 in Hanau; † 1758) war ein deutscher Arzt, Professor der Medizin in Hanau und Mitglied der Gelehrtenakademie „Leopoldina“.
Friedrich Christian Cregut war der Sohn des aus Saint-Dié in Frankreich stammenden Theologen und Pfarrers, Jakob Cregut.
Friedrich Christian Cregut promovierte im Jahr 1696 in Basel. Er war Hanauischer Rat, Leib- und Hofarzt, Physikum der Alt- und Neustadt Hanau sowie der Abtei Seligenstadt. Von 1698 bis 1758 war er öffentlicher Professor der Medizin, Physik und Mathematik der Hohen Landesschule in Hanau.
Am 3. Mai 1699 wurde Friedrich Christian Cregutus mit dem akademischen Beinamen Marcellus I. als Mitglied (Matrikel-Nr. 237) in die Leopoldina aufgenommen. Er gehörte der Sektion Medizin an.
Sein Sohn war der Mediziner Israel Cregut (* 1710). Seine Halbbrüder waren Anton Philipp Cregut (* 1678) und Johannes Daniel Cregut (1680–1765). Anton Philipp Cregut war Respondent der Universität Basel. Johannes Daniel Cregut war Respondent in Hanau.

## Werke
- Weinckens, Johannes und Einhard und Stridbeck, Johann (Illustrator) und Cregut; Karl I., Heiliges Römisches Reich, Kaiser; Lothar Franz, Mainz, Erzbischof, Widmungsempfänger: Vir Fama Super Aethera Notus Eginhartus, Quondam Caroli Magni Cancellarius, Dein Antiquissimae & Regalis nostrae Ecclesiae Seligenstadiensis Fundator, 1714. Digitalisat Digitalisat
- De rara medicatione vulnerum
- Physiologie medica
- Meditatio iatrica circa morbos praecipuos infantum ac puerorum eorumque originem et +& curationem, 1696. Digitalisat
- Gründliche Wiederlegung Eines Ungegründeten angebrachten Facti, Mutilati Responsi, Irrigen und nichtigen Decisi Welches unter dem Titulo De Sodomia &c. Vor einiger Zeit in den Druck gegeben worden, 1743.